# Ntlo ya Dikgosi
El Ntlo ya Dikgosi (Setsuana para "Casa de Jefes") en Botsuana es un órgano consultivo del parlamento del país.

## Composición
La casa consta de 35 miembros. Ocho miembros son jefes hereditarios  (kgosi) de las tribus principales de Botsuana (baKgatla, baKwêna, baMalete, bamaNgwato, baNgwaketse, baRôlông, baTawana, y baTlôkwa). Otros 22 miembros son indirectamente electos y sirven plazos de cinco años. De estos, cuatro son escogidos de los subjefes en los distritos del noreste, Chobe, Ghanzi, y Kgalagadi. Los 5 miembros restantes son designados por el presidente del país. Tienen que ser de, al menos, 21 años de edad, que manejen la lengua inglesa, y que no hayan participado activamente en la política en los últimos 5 años. Los jefes no pueden pertenecer a partidos políticos.

## Poderes
La casa actúa puramente como órgano consultivo al parlamento y no tiene poder legislativo ni de veto. Todos los proyectos de ley que afecten la propiedad y organización tribal, ley consuetudinaria, y la administración de tribunales consuetudinarios pasa por la casa antes de ser discutido en la Asamblea Nacional. Los miembros también tienen que ser consultados cuándo la constitución está siendo revisada o enmendada. El órgano tiene el poder de convocar miembros del gobierno para hacer acto de presencia ante el.